# 广东地理

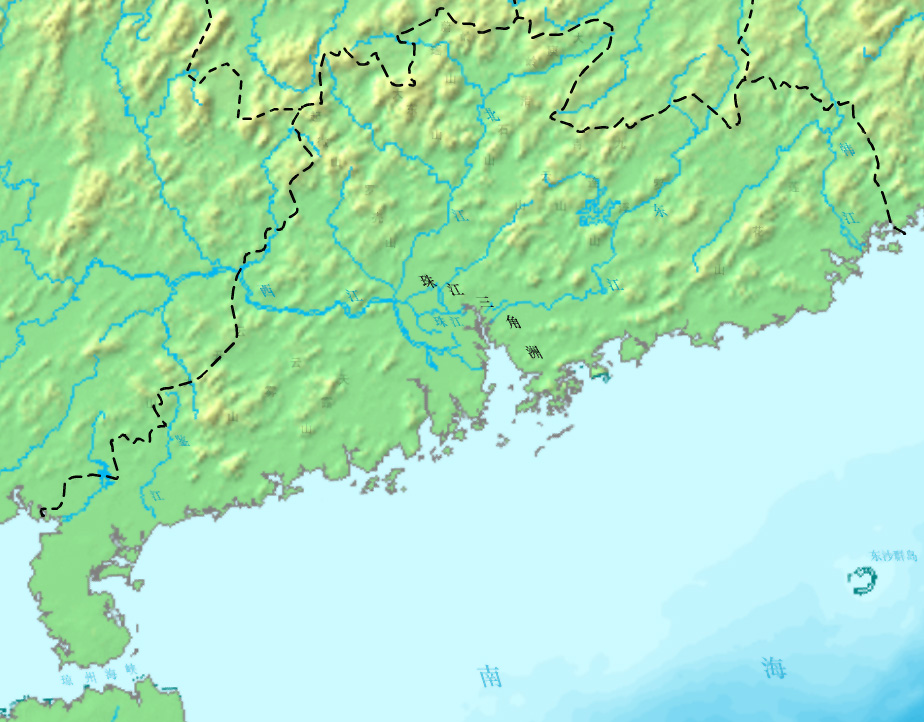
广东地形图

广东省位于中国的南部，北依逶迤的南岭，南临浩瀚的南海。全省陆地处于北纬20°19′至25°31′，东经109°45′至117°20′。广东的陆地部分东西长，南北窄，总面积达17.98万平方公里，沿海有大大小小的岛屿651个。广东的东、北和西面分别与福建、江西、湖南、广西等省区接壤，西南隔琼州海峡与海南省相望。广东是中国通往东南亚、大洋洲、西亚等地区最近的出海口，所以被称为中国的“南大门”。

## 地形
广东全境地势北高南低，地形复杂多样，全省以山地丘陵为主，省内500米以上的山地占31.68％，丘陵占28.54％，平原占23.66％，台地占16.62％。位于北部的南岭是珠江水系与长江水系的分水岭，全省的山脉多为东北—西南走向。
广东的地形大致分为四个区：

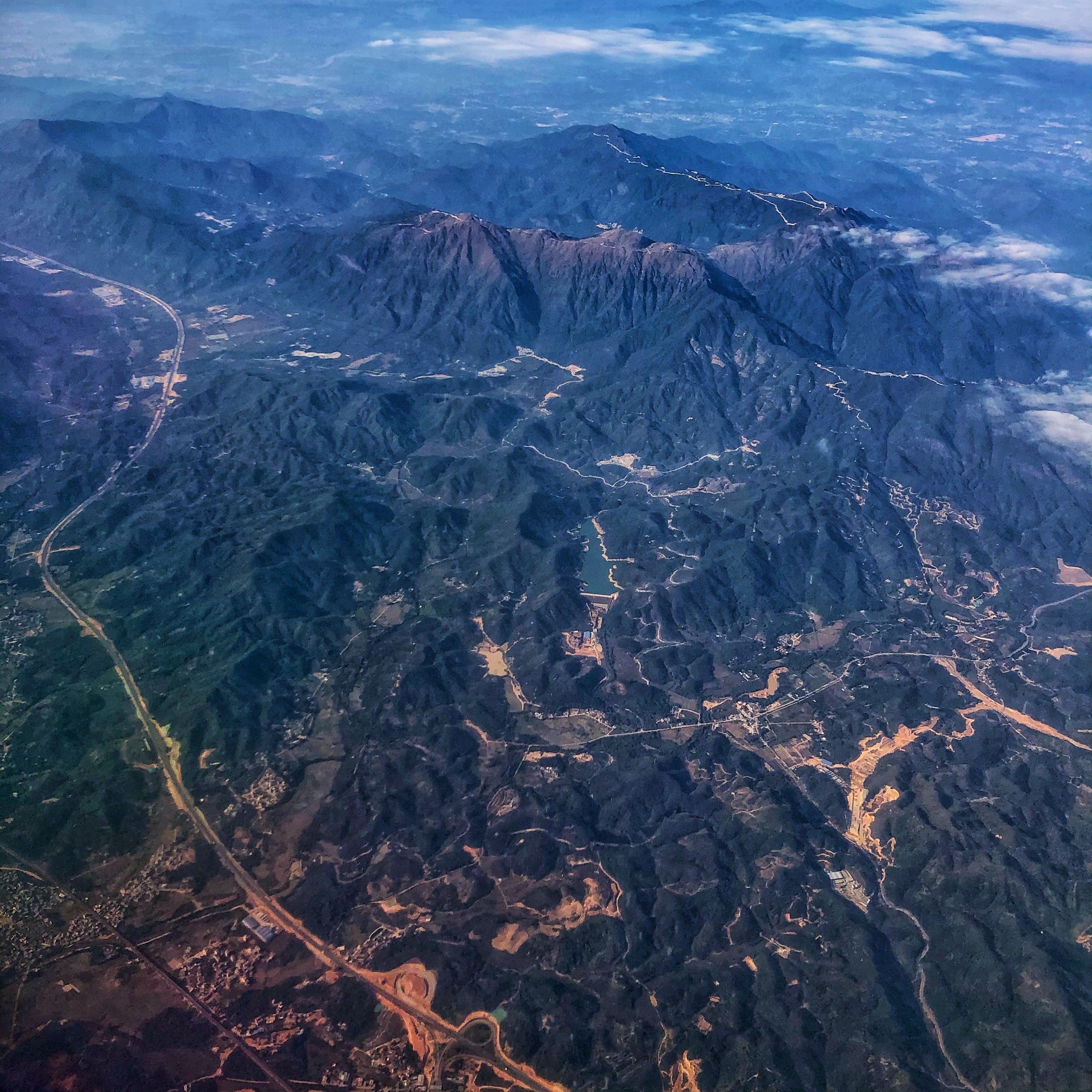
从飞机上鸟瞰海丰县南侧山地地貌，左下为沈海高速

- 珠江三角洲：其范围分别以西江的高要，北江的清远，东江的惠州为顶点，总面积达4.16万平方公里。那里河网密布，地势平坦，农业发达。
- 粤东山地丘陵：由几条东北--西南走向的平行中、低山岭组成，自西向东为青云山、九连山、罗浮山和莲花山。山丘之间多小盆地，沿海还有狭窄的冲积平原，粤东地区的潮汕平原是广东第二大的平原，其面积有4000多平方公里。
- 粤北山地：属于南岭山脉的一部分，主要包括大庾岭、骑田岭、滑石山、瑶山等。位于湘粤交界处的石坑崆，海拔1902米，是广东的最高峰。区内的北部有红色砂岩构成的“丹霞地貌”，南端有大面积的石灰石溶岩地貌。
- 粤西山地、台地：包括珠江三角洲以西的广大地区和雷州半岛。主要山脉有云开大山和云雾山，是东北--西南走向的低山和丘陵，海拔多在1000米以下，山间多开阔的盆地，南部多花岗岩残丘，雷州半岛则是由玄武岩台地构成。

### 岛屿
- 南澳岛
- 海陵岛
- 上川岛
- 下川岛
- 东海岛
- 东沙岛

### 平原
- 珠江三角洲
- 潮汕平原

### 湿地
- 镇海湾红树林湿地

### 2017年地理国情普查统计情况
从地区分布看，按面积统计，植被覆盖、荒漠与裸露地和水域三类自然地理要素分布：8.26%在粤东地区，17.96%在粤西地区，45.28%在粤北地区，28.50%在珠三角地区。
从海拔分布看，按面积统计，植被覆盖、荒漠与裸露地和水域三类自然地理要素分布：98.93%在低海拔区域(1000米以下),1.07%在中海拔区域(1000(含)～2000米)。
从坡度分级看，按面积统计，植被覆盖、荒漠与裸露地和水域三类自然地理要素分布：20.87%在平坡地区域，7.75%在较平坡地区域，20.31%在缓坡地区域，26.61%在较缓坡地区域，18.82%在陡坡地区域，5.64%在极陡坡地区域。
从地貌类型看，按面积统计，植被覆盖、荒漠与裸露地和水域三类自然地理要素分布：16.74%在平原⁴,12.08%在台地⁵,17.90%在丘陵6,53.28%在山地。

## 气候
广东省处于低纬度地区，北回归线穿省而过，全省属热带、亚热带季风气候。
广东全年的气候温暖，年平均从粤北到雷州半岛，由19℃递升到23.5℃，最冷月（1月）的平均气温由北往南从8℃递升到17.5℃，最热的月份平均气温在30度左右。广东的夏季很长，一般都在6个月以上，冬天暖和，大部分地区不见冰雪。但广东每年冬天仍受五六次寒潮或冷空气的影响，气温急降；粤北地区年平均有半个月左右的霜日。
广东受夏季风和热带气旋的影响，降雨丰富，全省年平均降雨量达1500毫米以上，全年的降雨量分配不太均匀，春夏充沛，偶有洪涝灾害，冬季的降雨较少。

## 水文

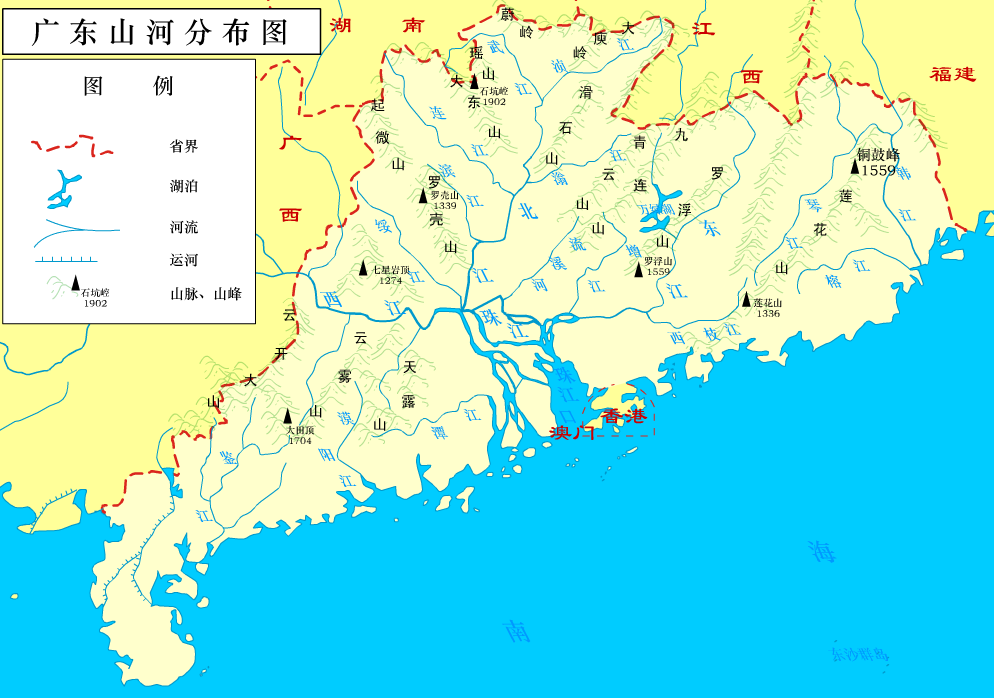
广东主要山脉河流分布图

广东省由于雨量充沛，河川密布，全省河流的干流和各支流有600多条，其中属珠江流域的面积占全省面积的一半左右。地表径流总量为1953亿立方米，每平方公里年均产水量达95万立方米。珠江流域出海口有八个：虎门、崖门、横门、蕉门、磨刀门、洪奇门、虎跳门、鸡啼门。
广东的河川的水文特征相似，都具有流量大、汛期长、含沙量少，水力资源丰富的特点。

### 主要河流
- 珠江：西江、北江、东江、浈江、武江、连江、新丰江、锦江、翁江、西枝江、南水、绥江、潖江
- 韩江：梅江、汀江、梅潭河
- 漠阳江：那龙河
- 鉴江：罗江、袂花江、曹江、大井河
- 潭江
- 榕江：南河、北河

### 人工湖
- 新丰江水库
- 飞来峡水库
- 锦江水库
- 南水水库
- 枫树坝水库
- 鹤地水库
- 古兜山水库

## 自然资源

### 矿产资源
广东的主要资矿产有：铅、锌、钨、钛等。较著名的矿产基地有：始兴县石人嶂的钨矿，仁化县的凡口铅锌矿，云浮的硫铁矿，粤西沿海的砂钛矿。此外英德的英石，云浮的大理石也非常出名。

### 能源
广东的主要产煤基地有：曲江、仁化、梅县和兴宁。
石油除陆地上有发现以外，南海的大陆架和珠江口盆地均发现有可观的油气储量。

### 森林
广东的森林覆盖率达到57.1%，目前仅存的一处原始森林在广东第一高峰--石坑崆脚下。
1. 1 2 3 4  . nr.gd.gov.cn.   [2025-07-31].